# Mateus 27

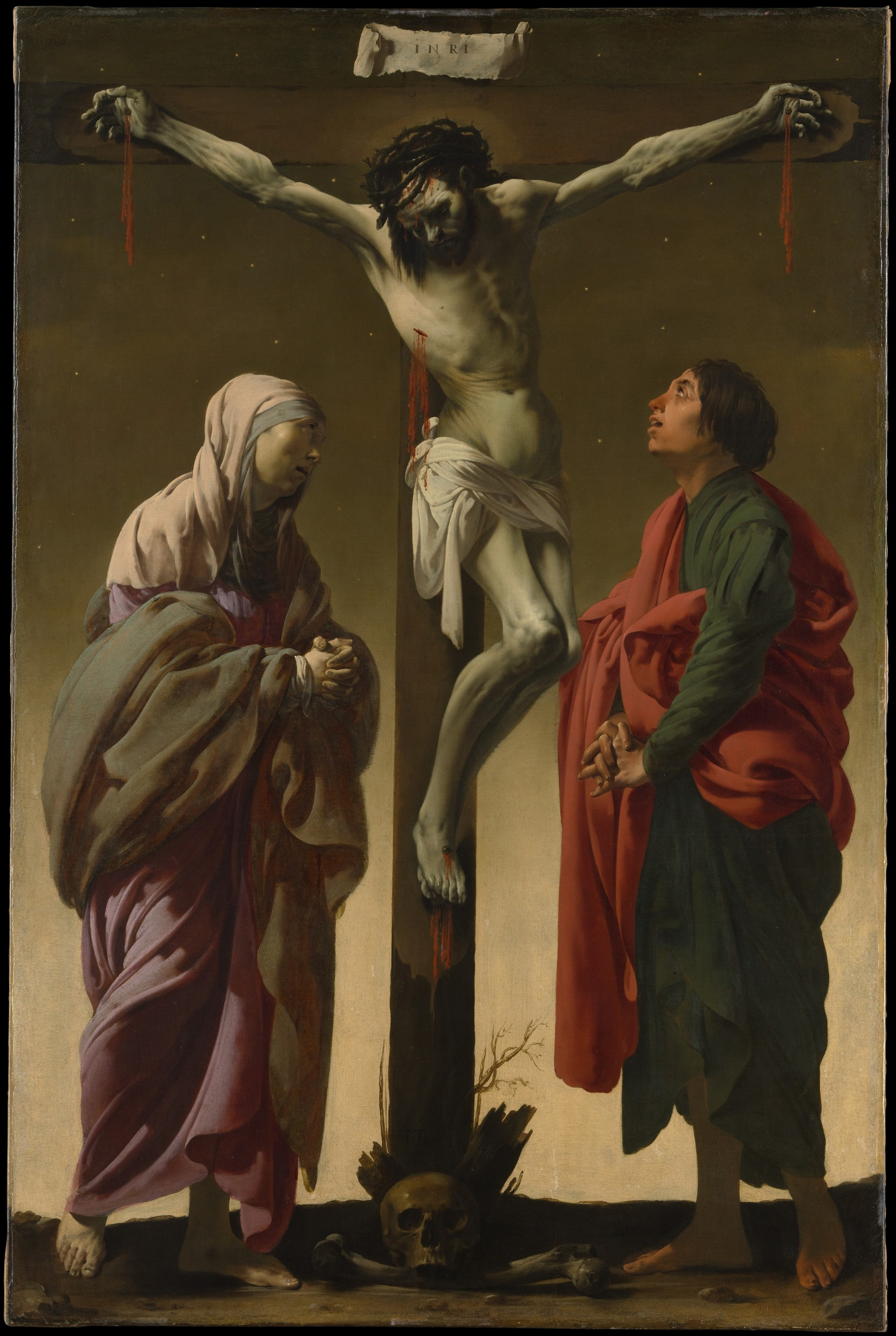
"Crucificação de Jesus", o evento mais importante de Mateus 27.
Entre 1624 e 1625. Por Hendrick ter Brugghen, atualmente no Metropolitan Museum of Art, em Nova Iorque.

Mateus 27 é o vigésimo-sétimo capítulo do Evangelho de Mateus no Novo Testamento da Bíblia e marca o clímax da narrativa da Paixão de Cristo: a crucificação de Jesus.

## Corte de Pilatos
Depois do julgamento de Jesus pelo Sinédrio no final do capítulo anterior, Mateus inicia este capítulo com Jesus sendo levado para ser condenado pelas leis romanas, representadas pelo governador da província da Judeia, Pôncio Pilatos (Mateus 27:1–26). Este trecho aparece também em Marcos 15 (Marcos 15:1–21), João 18 (João 18:28–40) e Lucas 23 (Lucas 23:1–25). Em Mateus, este episódio está subdividido em partes distintas.

### Morte de Judas

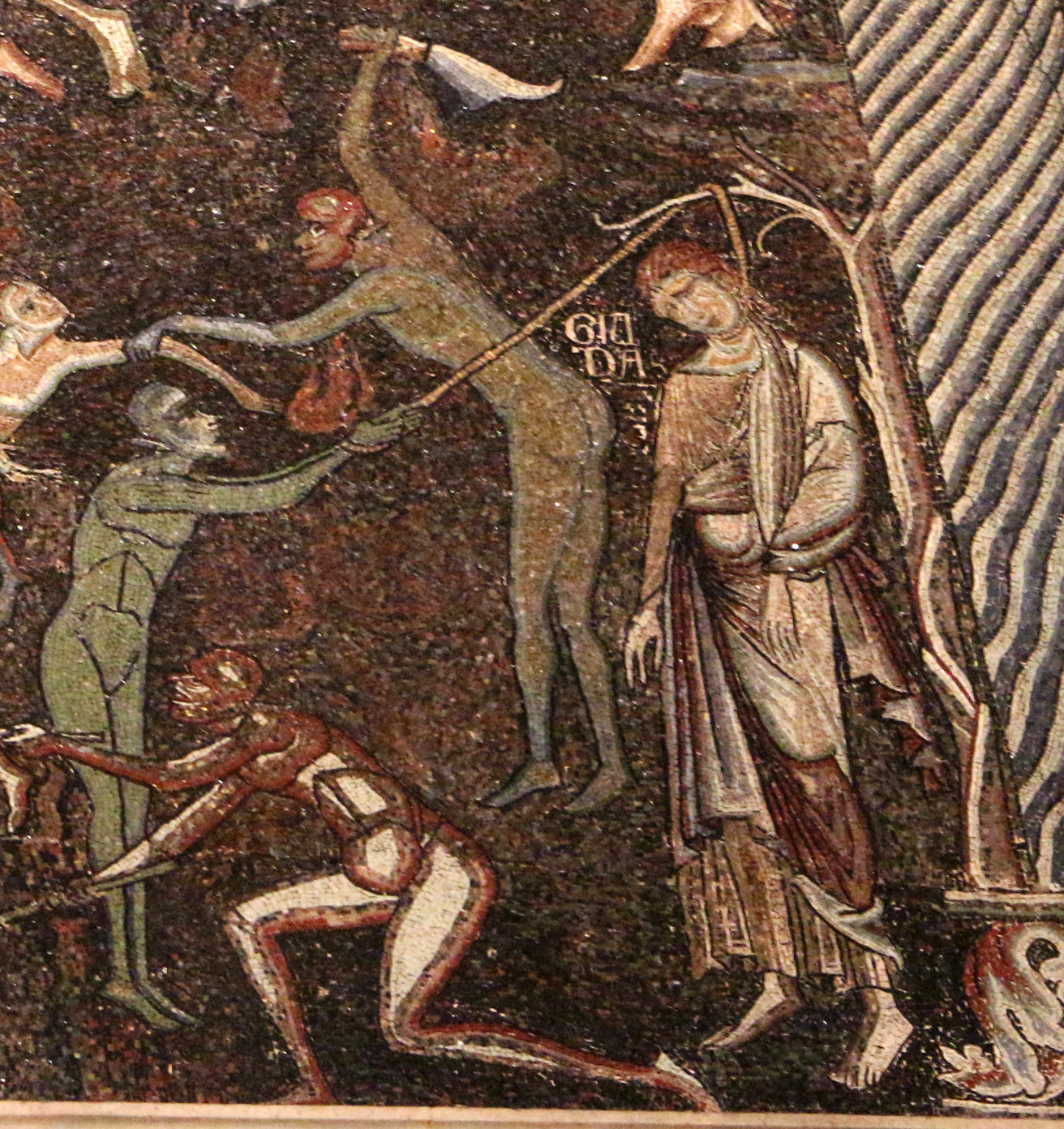
"Suicídio de Judas", um dos eventos relatados em Mateus 27.
Mosaico do Batistério de Florença.

Numa história paralela, Mateus narra o destino de Judas Iscariotes em Mateus 27:3–10. Depois de tentar devolver as trinta moedas de prata, sem sucesso, Judas atirou as moedas no santuário e «e foi enforcar-se.» (Mateus 27:5). Com o dinheiro, os anciãos compraram o "Campo do Oleiro" para servir como cemitério para estrangeiros, um local que ainda hoje é conhecido como Campo de Sangue. Conta Mateus que este trecho cumpre uma profecia de Jeremias (Jeremias 32:6–9). 

### Julgamento de Jesus
O julgamento se inicia com Pilatos interrogando Jesus, tentando descobrir se ele era o "Rei dos Judeus", ao que Jesus famosamente respondeu-lhe apenas: «Tu o dizes.» (Mateus 27:11). Segundo Mateus, o governador ficou "maravilhado" por que Jesus sequer tentou se defender das acusações do judeus. Segundo um costume, os romanos costumavam libertar um prisioneiro durante da a festa da Páscoa e Pilatos perguntou à multidão se preferiam que fosse solto Jesus ou Barrabás, «um preso famoso.» (Mateus 27:16). Num trecho único de Mateus entre todos os evangelhos canônicos, ele cita que a esposa de Pôncio Pilatos, tradicionalmente considerada como uma cristã ("Santa Prócula"), teria intervindo em nome de Jesus. Porém, os sacerdotes e anciãos conseguiram convencer a multidão, que berrou o nome de Barrabáse pediu que Jesus fosse crucificado. Segue-se então o famoso episódio no qual Pilatos lava suas mãos e a famosa "Maldição do sangue", muito citada no contexto do antissemitismo:
| “ | «Sou inocente deste sangue, isso é lá convosco. Todo o povo disse: O sangue dele caia sobre nós e sobre nossos filhos.» (Mateus 27:24–25) | ” |

## Flagelação e zombaria
Pilatos então soltou Barrabás, mandou flagelar Jesus (um evento que está também em João 19:1 e Marcos 14:65) e o entregou para ser crucificado. Antes disso, Jesus foi zombado: vestiram-no com um manto púrpura (a cor dos reis), puseram-lhe uma coroa de espinhos e entregaram-lhe uma vara para que segurasse na mão direita. Novamente Jesus tomou cusparadas no rosto e apanhou com a vara (Mateus 27:26–31).

## Crucificação de Jesus
Depois de ter recebido suas vestes, conta Mateus que, logo que saíram do Pretório, «...encontraram um homem cirineu, chamado Simão, a quem obrigaram a levar a cruz de Jesus.» (Mateus 27:32). Ao chegarem no Gólgota, Jesus se recusou a beber o vinho com fel que era geralmente dado aos condenados. Depois de o crucificarem, «repartiram entre si as vestes dele, deitando sortes» (Mateus 35:) (uma referência a Salmos 22:18: "Repartem entre si os meus vestidos, E deitam sortes sobre a minha vestidura"). Enquanto esperavam, os soldados pregaram sobre a cabeça uma placa com a acusação ("INRI" - acrônimo em latim para "Jesus Nazareno, Rei dos Judeus"). Ao lado de Jesus foram crucificados dois ladrões. Os que passavam, zombavam e escarneciam de Jesus e o mesmo faziam os sacerdotes: 
| “ | «Ele salvou aos outros, a si mesmo não se pode salvar; Rei de Israel é ele! desça agora da cruz, e creremos nele.» (Mateus 27:42) | ” |

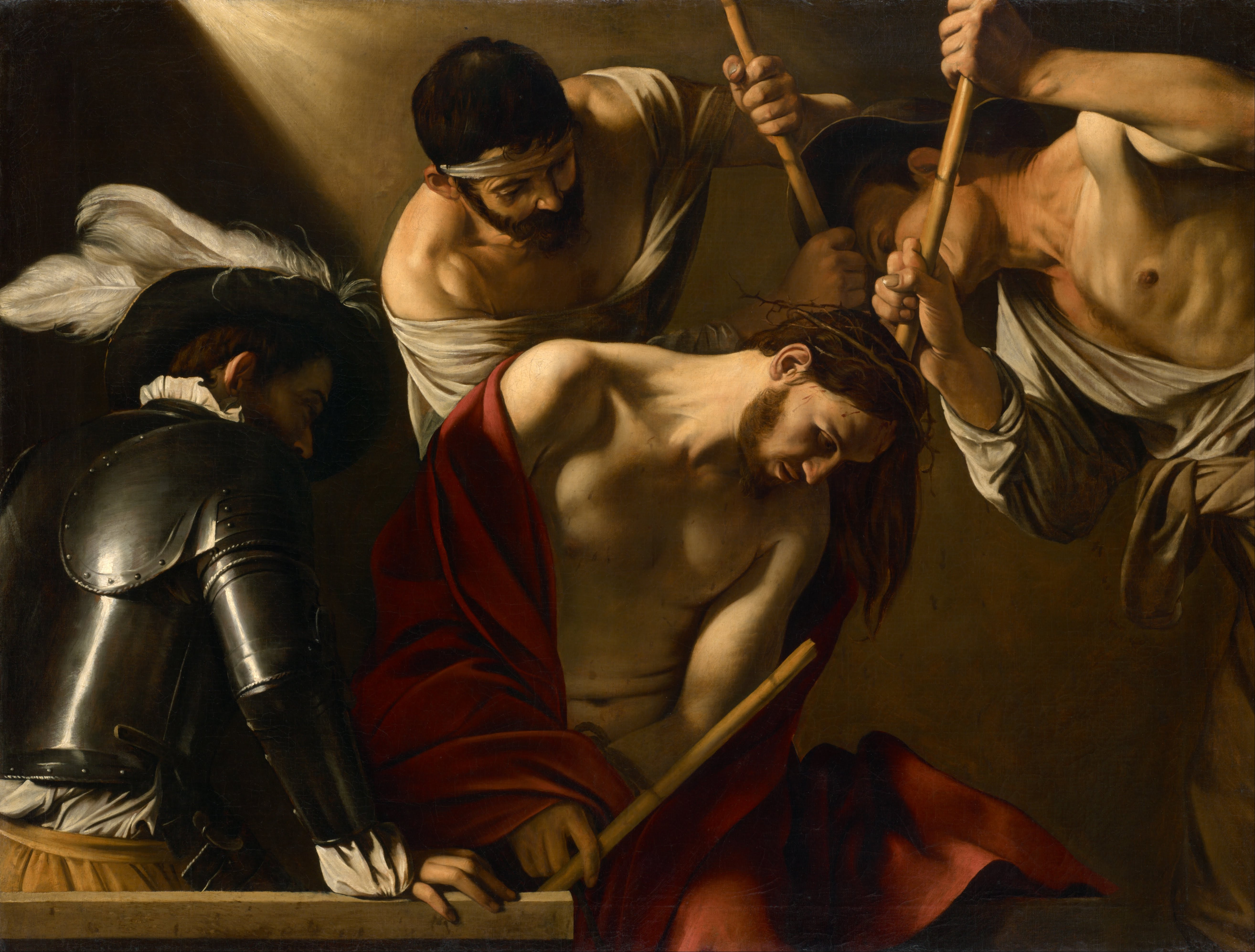
"Coroação de Jesus", uma das muitas zombarias que Jesus enfrentou durante seu julgamento.
Entre 1602 e 1604. Por Caravaggio, atualmente no Museu de História da Arte em Viena, na Áustria.

Mateus então fala sobre a escuridão da crucificação e relata as  uma das últimas palavras de Jesus, à hora nona (três da tarde): «"Eli, Eli, lamá sabactâni"? que quer dizer, Deus meu, Deus meu, por que me desamparaste?» (Mateus 27:46). Ainda zombando, os sacerdotes continuavam escarnecendo quando um deles tentou dar-lhe de beber uma esponja com vinagre para acelerar-lhe a morte.
Quando Jesus finalmente morreu, Mateus afirma que vários prodígios aconteceram: «O véu do santuário rasgou-se em duas partes de alto a baixo, tremeu a terra, fenderam-se as rochas, abriram-se os túmulos e muitos corpos de santos, já falecidos, foram ressuscitados, e saindo dos túmulos depois da ressurreição de Jesus, entraram na cidade santa e apareceram a muitos.» (Mateus 27:51–53). Além disso, o centurião que guardava o local, muito amedrontado pelos prodígios, se converteu e afirmou que Jesus era de fato o filho de Deus. Aos pés da cruz estavam ainda «Maria Madalena, Maria, mãe de Tiago e de José, e Maria, mulher de Zebedeu.» (Mateus 27:56).
A crucificação ocorre também em Marcos 15 (Marcos 15:22–32), Lucas 23 (Lucas 23:33–43) e João 19 (João 19:17–30), com muitos detalhes distintos exclusivos de cada um dos relatos.

## Deposição e sepultamento

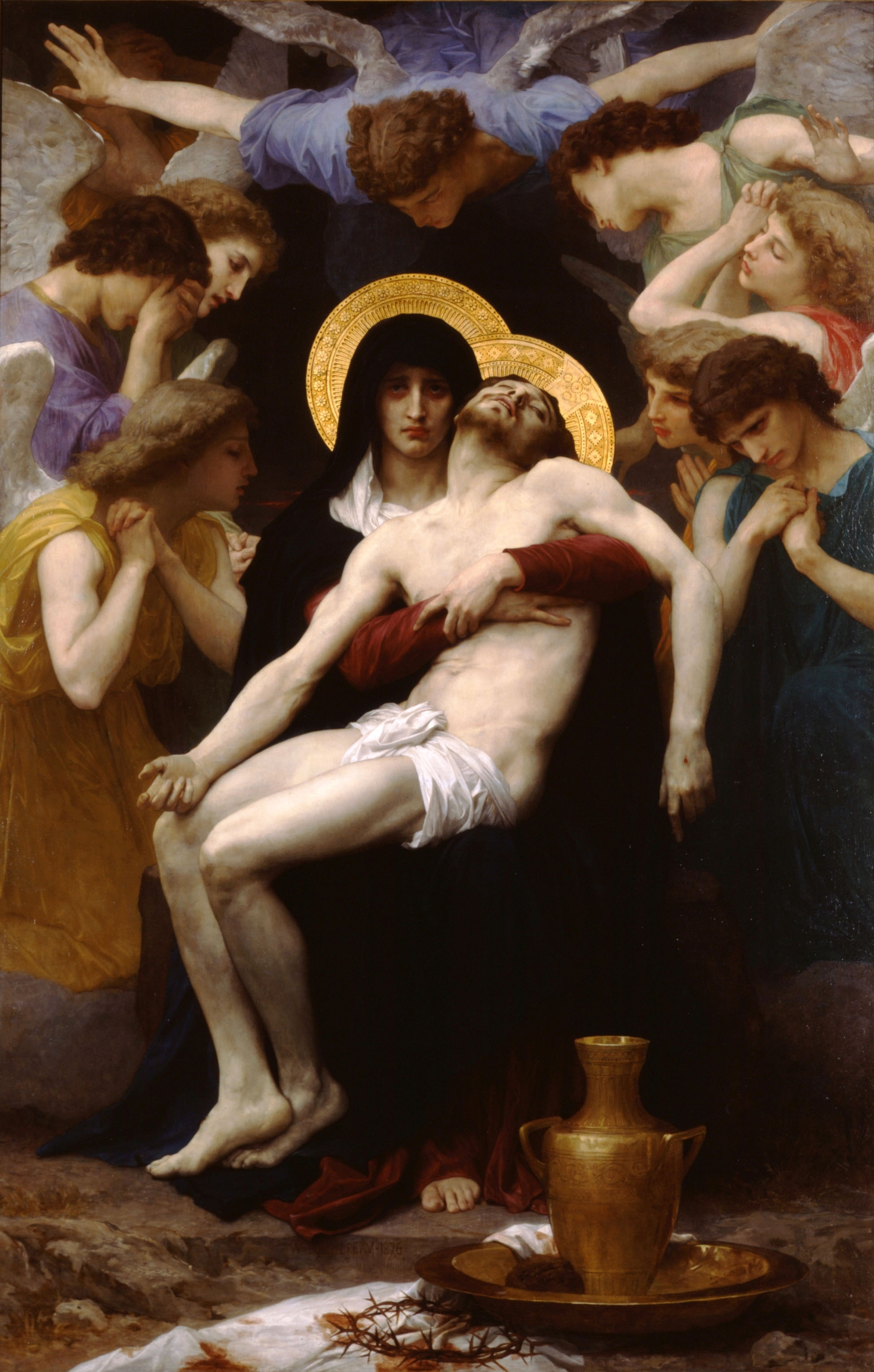
"Pietá", uma das cenas que fazem parte da Deposição da cruz narrada em Mateus 27.
1876. Por William-Adolphe Bouguereau.

Depois da morte, Mateus conta que José de Arimateia, que "era também discípulo de Jesus", foi até Pôncio Pilatos e conseguiu a liberação do corpo de Jesus para que fosse sepultado num "túmulo novo", escavado na rocha, envolto em linho e protegido por uma grande pedra (Mateus 27:57–60).
Num relato que também é exclusivo de Mateus, os judeus foram pedir a Pilatos que montasse uma guarda à frente do sepulcro para impedir que «vindo os discípulos, o furtem e depois digam ao povo que ele ressuscitou dos mortos; e será o último embuste pior que o primeiro.» (Mateus 27:64). Pilatos concedeu-lhes o pedido e um guarda foi postado no local.

## Diferenças
A cena da crucificação em Mateus abrange apenas dezesseis versículos (35 a 51), o mesmo que Marcos, um mais que o Evangelho de Lucas e três a mais que o Evangelho de João. Marcos 15:24, Lucas 23:33, João 19:18 e Mateus 27:35 relatam sucintamente a crucificação e todos dizem "Eles O crucificaram". Apenas Marcos e João citam a hora ("A hora terceira" em Marcos 15:25 e "hora sexta" em João 19:14–15).
Há discrepâncias entre os evangelhos sobre quais teriam sido as últimas palavras de Jesus. Em Mateus 27:46 e Marcos 15:34, as últimas palavras de Jesus foram "Deus meu, Deus meu, por que me desamparaste?", diferente de Lucas 23:46 ("Pai, nas tuas mãos entrego o meu espírito.") e João 19:30 ("Está consumado"). 
Outra clara contradição aparece na questão sobre se Jesus carregou ou não a cruz. Em Mateus, Lucas e Marcos, Jesus recebeu a ajuda de Simão Cireneu, enquanto que em João ele próprio a carregou sozinho.

## Manuscritos
- Papiro 105 - versículos 62 a 64